# 于尔根·克罗伊
于尔根·克罗伊（德語：Jürgen Croy，1946年10月19日—），德国男子足球运动员，司职守门员。他曾代表东德参加1972年和1976年夏季奥林匹克运动会足球比赛，获得一枚金牌和一枚铜牌。